# نیکون اس‌پی
نیکون اس‌پی (به انگلیسی: Nikon SP) یک دوربین عکاسی ساخت شرکت نیکون است.